# Socialistický ekonomický systém
Socialistický ekonomický systém byl systém, který zavedli komunisti, kteří se dostali k moci. K získání absolutní kontroly společnosti museli získat i kontrolu nad hospodářstvím. Zakázali vlastnictví výrobních prostředků, a tím i podnikání. Pomocí centrálního plánování začali nařizovat splnění předepsaných ukazatelů i provozům na nejnižší úrovni. Prioritou podniků se stalo plnění plánu, nikoli poptávka.   

## Centrálně plánované hospodářství
Plánovači neznali, a ani nemohli znát požadavky zákazníků (právnických a fyzických osob). Plán předepisoval velikost výroby v tunách a metrech, a proto podniky preferovaly nenáročnou výrobu, která nevyžadovala mnoho operací. Výroba zavedených produktů nevyžadovala vývoj ani nová výrobní zařízení. O investicích do nových strojů a technologií rozhodovala plánovací komise.  
Problém se zastaralými výrobky byl řešen administrativně. Ustanovená komise zařazovala výrobky do tříd. Nižší třída znamenala méně tržby pro podnik. Nižší třída výrobku však neznamenala nižší cenu pro zákazníka. Na trhu nebyl problém jenom s kvalitou, ale i s množstvím. Oficiální deníky zveřejňovaly příklady, jak se podařilo zamezit vykoupení zboží několika jednotlivci a uspokojit poptávku více lidí. Tyto návody přiblížily ekonomiku blíže k přídělovému systému, který byl typický pro válečné hospodářství.
Přirozená selekce podniků spojená se ztrátou zaměstnání nebyla v situaci všeobecné pracovní povinnosti možná. Ekonomicky nezdravé podniky nebyly vystaveny konkurenčnímu tlaku, ale byly sanovány. 
Tam, kde se komunisti udrželi u moci, museli ideologicky ustoupit. Vlastnictví výrobních prostředků bylo povoleno, a to zachránilo ekonomiky těchto států. Příkladem je Čínská lidová republika. Ačkoliv se v ČLR stále používá pětileté plánování, země se otevřela zahraničním investorům, kteří tak mohou využívat velký potenciál Čínské lidové republiky v oblasti pracovní síly. 
V současnosti je centrálně plánovaný socialistický ekonomický systém využíván na Kubě nebo v Severní Koreji. 

## Historie a příklady ekonomického systému
Karl Marx vydal v roce 1867 první část Kapitálu (německy: Das Kapital), jeho životního díla. V tomto díle Marx rozebral vzorce kapitalistické společnosti, kapitalistického způsobu výroby a tvorbu nadhodnoty.
Marx vnímal problém společnosti jako problém dvou tříd – vykořisťovatelů a vykořisťovaných. Jako klíč viděl zrušení soukromého vlastnictví výrobních prostředků a nastolením beztřídní společnosti. To by bylo docíleno socialistickou revolucí. 
Za prvním příklad socialistické revoluce je považována Pařížská komuna, dočasné zřízení ve Francii mezi březnem a květnem 1871. Vypukla z důvodů špatných podmínek ve Francii během Prusko-francouzské války a byla záhy potlačena francouzskou armádou.

### Sovětský svaz
Nejvýznamnější socialistickou revolucí byla Velká říjnová socialistická revoluce v Rusku roku 1917, která svrhla tehdejší prozatímní vládu a nastolila vládu krajně levicových bolševiků v čele s Vladimirem Leninem. Následovala občanská válka, která skončila v roce 1920 vítězstvím bolševiků. Během této války byla bolševiky vytvořena hospodářská politika tzv. válečného komunismu, který zahájil proces nacionalizace, zavedl přídělový systém a zavedl tzv. prodrazvjorstku, centralizaci zásobování. Cílem bylo zásobovat Rudou armádu jídlem a zbraněmi.
Tato politika byla nahrazena v roce 1921 novou ekonomickou politikou, která měla zemi dostat z katastrofální ekonomické situace. Zemědělská produkce se výrazně zvýšila díky tomu, že rolníci mohli nakládat se svou produkcí podle sebe, místo odevzdávání armádě. Zároveň NEP tolerovala limitovanou existenci soukromého podnikání. Rolníci mohli své výrobky prodávat a dostat se tak z chudoby. Tvorba živností byla podporována, větší podniky byly státem nabízeny do pronájmu. NEP byla zrušena po příchodu a konsolidaci moci Stalinem v roce 1929.
Následně začala probíhat kolektivizace, mnohdy až v násilné podobě. Ti, co se bránili kolektivizaci, byli označeni za kulaky a velmi často končili v pracovních táborech. Zároveň byla sestavena první pětiletka – hospodářský plán pro období mezi lety 1928–1932.
Po druhé světové válce se většina východní Evropy dostala do sovětské sféry vlivu. Ve státech, které byly osvobozeny Rudou armádu, vládly pro-sovětské nálady. Sovětský svaz byl vnímán jako hlavní porazitel Nacistického Německa a po krachu na newyorské burze a následné hospodářské krizi mnoho lidí ztratilo víru v kapitalismus. To vše přispělo k etablování komunistických stran ve východním bloku.

### Československo
Komunisté se k moci v Československu dostali v únoru roku 1948, kdy Klement Gottwald provedl státní převrat. Došlo k velkým změnám v hospodářství, to bylo budováno centrálně po vzoru SSSR. V roce 1949 byla vydána první pětiletka. Vzniklo Jednotné zemědělské družstvo (zkratka JZD), zemědělská půda byla sjednocena a zespolečněna. Postupem času se mělo JZD podobat sovětským kolchozům. Kolektivizace půdy, podobně jako v Sovětském svazu, probíhala mnohdy i násilně.
V roce 1953 byla zavedena měnová reforma prezidentem Antonínem Zápotockým, která měla omezit černý trh a snížit míru poptávky obyvatelstva vůči omezené poválečné nabídce. V praxi ale znamenala znehodnocení úspor a výrazný pokles životní úrovně. V roce 1963 byla přijata některá tržní liberalizační opatření jako reakce na značné ekonomické problémy Československa. Uvolnila se i nálada ve společnosti, což vyústilo v Pražské jaro a následnou invazi vojsk Varšavské smlouvy 21. srpna 1968. Následovalo období normalizace a zrušeny byly ekonomické reformy Pražského jara obsažené v Akčním programu KSČ, které se snažily docílit přechodu z centrálně řízeného socialistického ekonomického systému směrem k větší orientaci ekonomiky na spotřební zboží.

## Pád socialistických ekonomických systémů
V 80. letech se v sovětském bloku naplno projevovaly jeho problémy, zejména neschopnost inovovat skrz kreativní destrukci a držet krok s hospodářským a technologickým pokrokem USA. V Polsku docházelo k vzestupu Wałęsovy Solidarity a celkovému nedostatku spotřebního zboží. V roce 1985 se k moci v SSSR dostává Michail Gorbačov. Ten se pokusil problémy řešit reformami. Nejvýznamnější byla perestrojka (přestavba ekonomického systému) a glasnosť (zrušení cenzury a nabádání k politické otevřenosti).
Reformy vedly k dominovému pádu komunistických režimů ve východním bloku. V Československu pád režimu způsobily události 17. listopadu 1989. Následně došlo k přetvoření centrálně řízeného socialistického ekonomického systému a k privatizaci státního majetku.

## Přechod k tržní ekonomice

### Tranzitivní ekonomika
Tranzitivní neboli přechodová je ekonomika měnící se z plánované na tržní.  Dochází k ekonomické liberalizaci a trh začíná vyvářet ceny sám, místo orgánů plánované ekonomiky. Vzniká tlak na privatizaci státem vlastněných firem a přírodních zdrojů, dále vzniká nový finanční sektor, který má usnadnit makroekonomickou stabilizaci a kontrolovat pohyb soukromého kapitálu.
Při přechodu ekonomiky často dochází k řadě krátkodobých negativních jevů, například k nárůstu nezaměstnanosti způsobenému tím, že nově zprivatizované společnosti začnou pracovat efektivněji. Dalším častým jevem je nárůst inflace jako výsledek odstranění státní kontroly nad cenami zboží a služeb.

## Transformační strategie
Vznikly hlavní dva přístupy k ideální transformační strategii, které na podstatu a rozvoj tržní ekonomiky nahlíží odlišně, především se rozchází v názoru na ideální rychlost transformace.

### Šoková terapie
Šoková terapie nebo ‚‚teorie velkého třesku‘‘ podporuje nejrychlejší možný rozvoj tržního systému. Přiznává, že nemůžeme všechno dosáhnout okamžitě, ale prosazuje takový postoj, že je nutné provést privatizaci tak rychle, jak je to jen možné a pak přejít k dalším krokům. Tento přístup počítá s jednoduchostí tržního systému, který může být vytvořen rychle. V době svého vzniku teorie korespondovala s postoji Mezinárodního měnového fondu a Světové banky.

### Gradualismus
Gradualismus nelze označit za úplně opačnou tendenci, ale zastává pomalejší postup. Obává se možných důsledků šokové terapie. Předpokládá aktivní účast státu při restrukturalizaci firem před privatizací a institucionální zastřešení transformace.

## Washingtonský konsenzus
Strategie Washingtonského konsenzu byla podporována mezinárodními institucemi a týmy zahraničních poradců, šlo o strategii pro tranzitivní a rozvojové ekonomiky zemí střední i východní Evropy, Ruska i Asie. Princip spočíval ve vytvoření moderního kapitalistického systému inspirovaného již existujícími ekonomikami ve vyspělejších zemích světa. Hlavní myšlenkou bylo, že by si země s tranzitivní ekonomikou nechaly od zkušených zemí poradit. Tato strategie byla formována v duchu neoliberálního přístupu k ekonomické transformaci. Například vlády USA a Velké Británie založily svou politiku na výhodách deregulace, privatizace, upřednostňovaného využívání tržních nástrojů, minimalizace státních zásahů a snížení úrovně zdanění.
Problém se vyskytl v tom, že přechod ze státem řízeného socialistického systému byl značně odlišný od úrovně deregulace ve vyspělých ekonomikách. Státy, které se snažily přejít z plánované socialistické ekonomiky na tržní, musely nejen tvořit nová pravidla, ale také rušit ta stávající.
Termín Washingtonský konsenzus poprvé použil John Williamson pro označení typických podmínek finanční pomoci stanovených Mezinárodním Měnovým Fondem pro země Latinské Ameriky. Jednalo se také o doporučení pro politiku dané země. Williamson tato doporučení shrnul do deseti bodů a dal jim název ‚‚Obezřetná makroekonomická politika, vnější orientace a kapitalismus volného trhu.‘‘ Principem byla především stabilita v makroekonomice a liberalizace v mikroekonomice.
Body ‚‚Obezřetné makroekonomické politiky, vnější orientace a kapitalismu volného trhu‘‘:
- Disciplína ve fiskální politice
- Přesměrování veřejných výdajů, které by měly méně směřovat do oblasti dotací a více do sféry vzdělávání, zdravotní péče a rozvoje infrastruktury
- Daňová reforma, jejímž cílem má být rozšíření daňové základny a snížení vysokých marginálních daňových sazeb
- Úrokové sazby by měly být určovány trhem a reálná úroková míra by měla nabývat kladných hodnot
- Konkurenceschopné měnové kurzy
- Liberalizace zahraničního obchodu, a to bez ochranných opatření a v prostředí relativně jednotných tarifů
- Liberalizace zahraničních přímých investic
- Privatizace státem vlastněných podniků
- Deregulace s přiměřeným dohledem na finanční instituce
- Zákonné zajištění vlastnických práv

Na seznamu podmínek byla také privatizace, ve Williamsonově výčtu byla sice zmíněna jen okrajově, v transformačních strategiích však měla dále podstatný význam.
Postupně vzniklo několik verzí Washingtonského konsenzu, v různých verzích se pracovalo se slučováním tradičního názorového zaměření Mezinárodního Měnového Fondu a prvních zkušeností s aplikací konsenzu v Polsku. Důležitými osobnostmi byli Stanley Fischer, hlavní ekonom Světové banky a Alan Gelb, vedoucí výzkumu ve Světové bance o tranzitivních ekonomikách.
Ekonomové v jednotlivých zemích mohli konzultovat situaci v zemi s ekonomy mezinárodních institucí, konzultace byly samostatné, protože situace a postup se lišily pro každou zemi.

## Přechod z plánované ekonomiky na tržní v ČSR
Jelikož tržní ekonomika je jedním ze znaků demokratického zřízení státu, došlo po změně režimu také ke změně ekonomického systému. V Československu byla využita teorie šokové terapie a byl tedy kladen důraz na urychlenou privatizaci. Restrukturalizace měla být podle této teorie již prací nových soukromých vlastníků firem.